# 湯瑪斯·漢密爾頓 (建築師)
湯瑪斯·漢密爾頓（英語：Thomas Hamilton，1784年1月11日—1858年2月24日），蘇格蘭建築師，是蘇格蘭知名的希臘復興主義者，愛丁堡許多歷史性建築都出自他的手筆，當中包括：皇家中學、喬治四世橋、迪恩孤兒院、新北自由教會等等。

## 漢密爾頓設計的建築

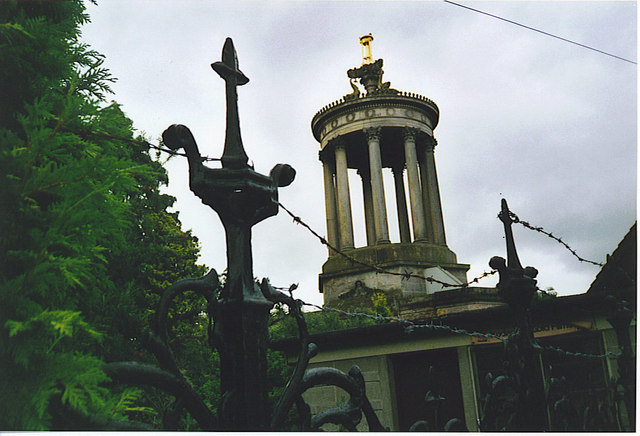
阿洛韋伯恩斯紀念碑
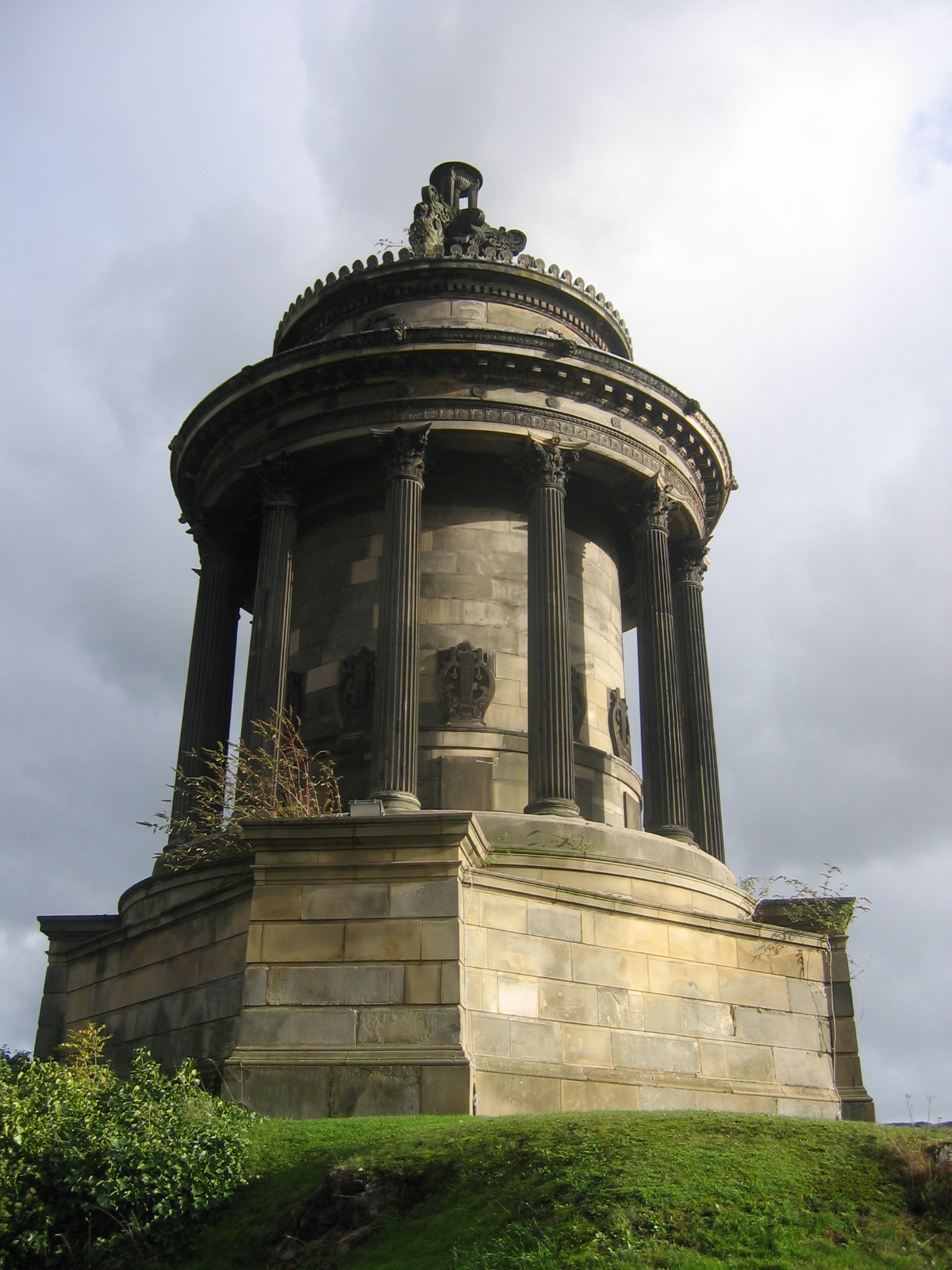
愛丁堡伯恩斯紀念碑
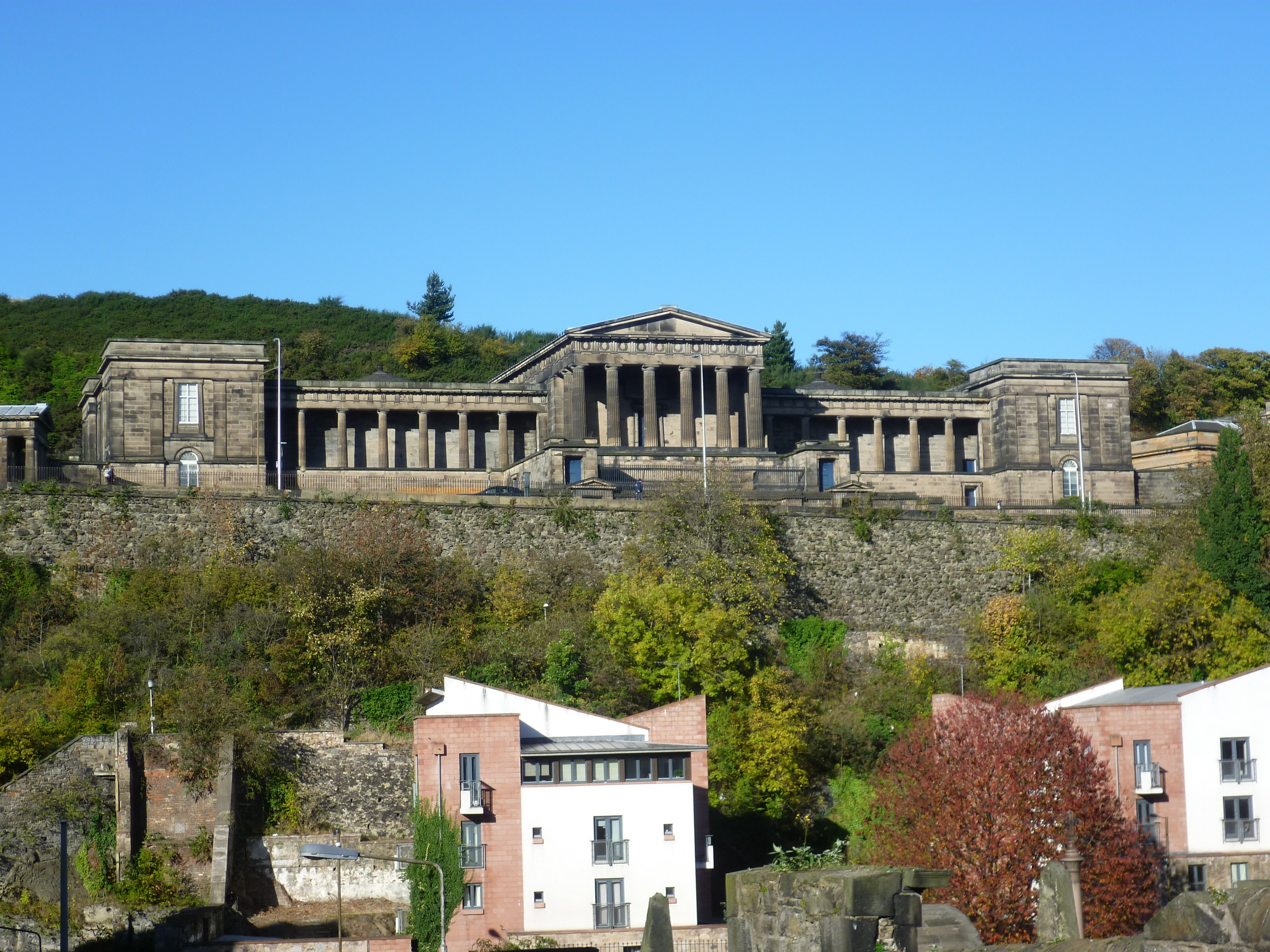
皇家中學
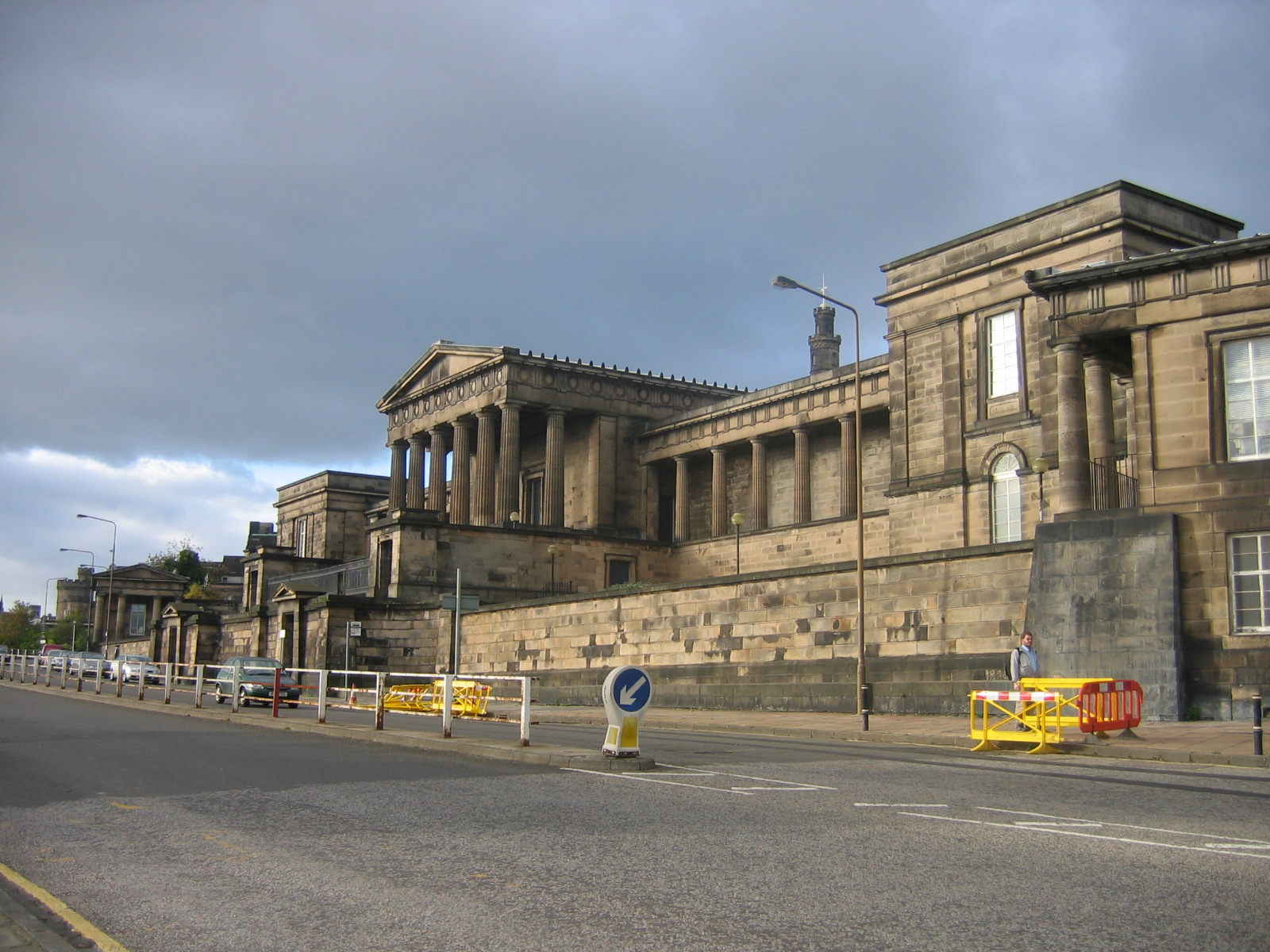
皇家中學
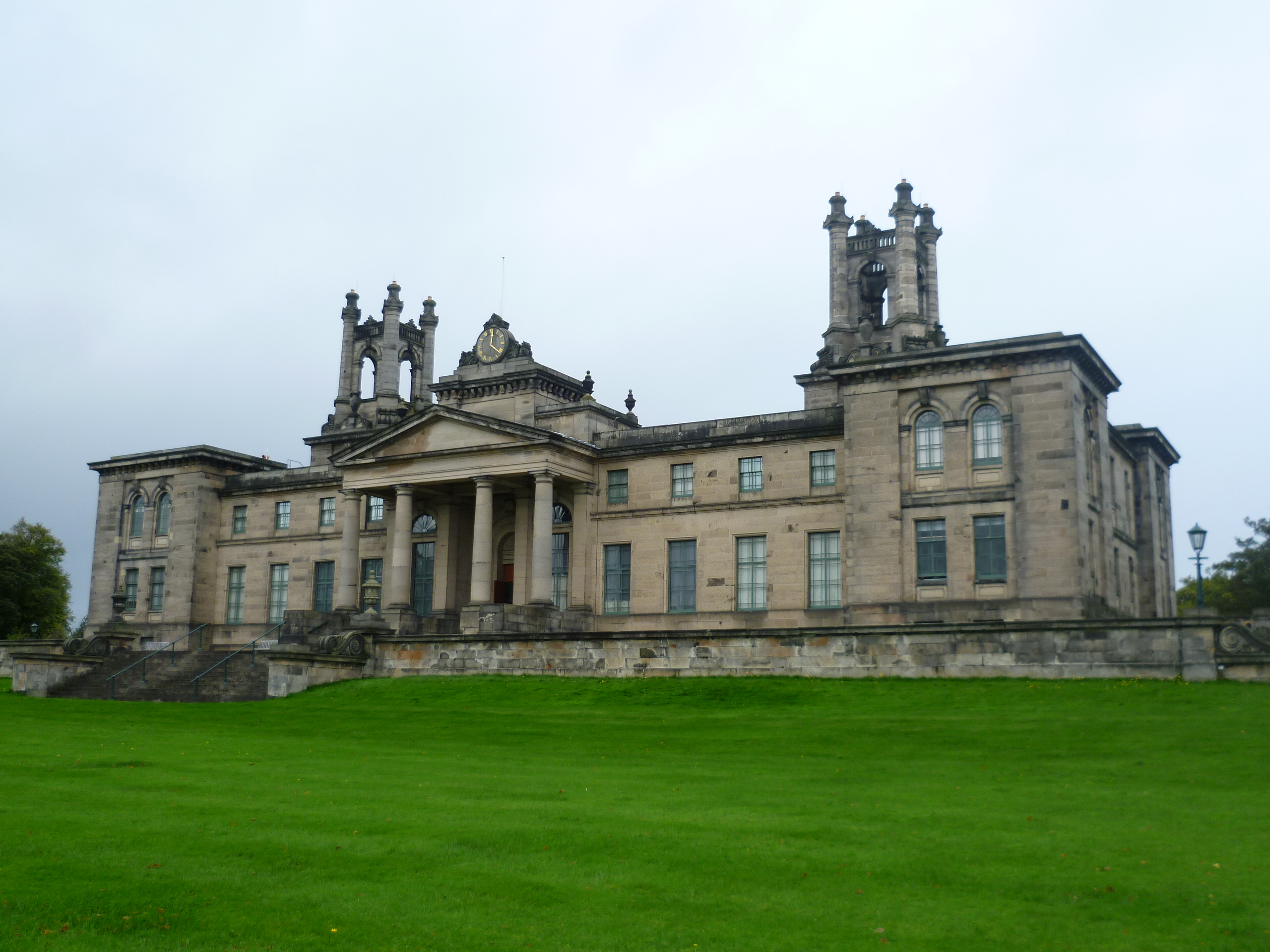
迪恩孤兒院
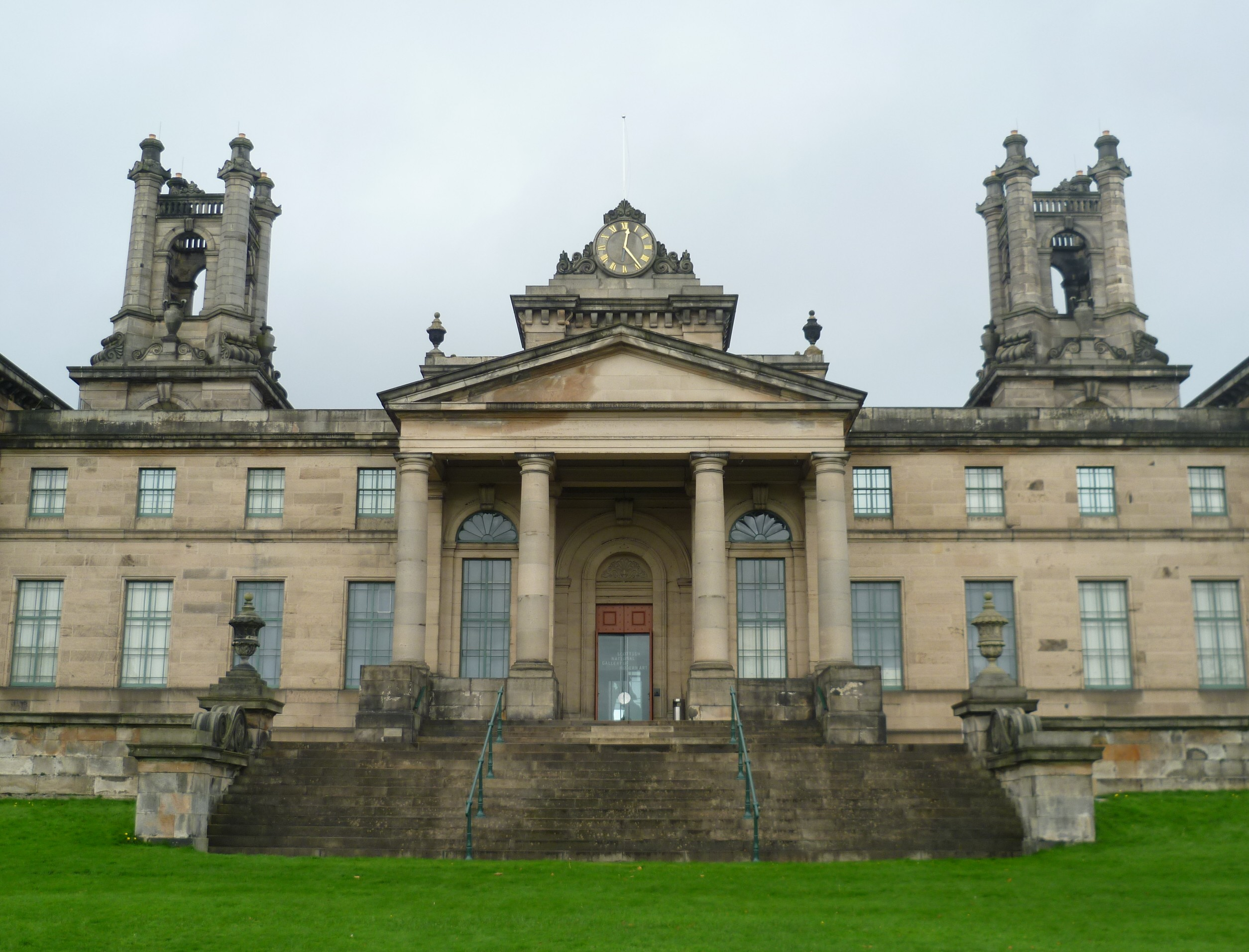
迪恩孤兒院
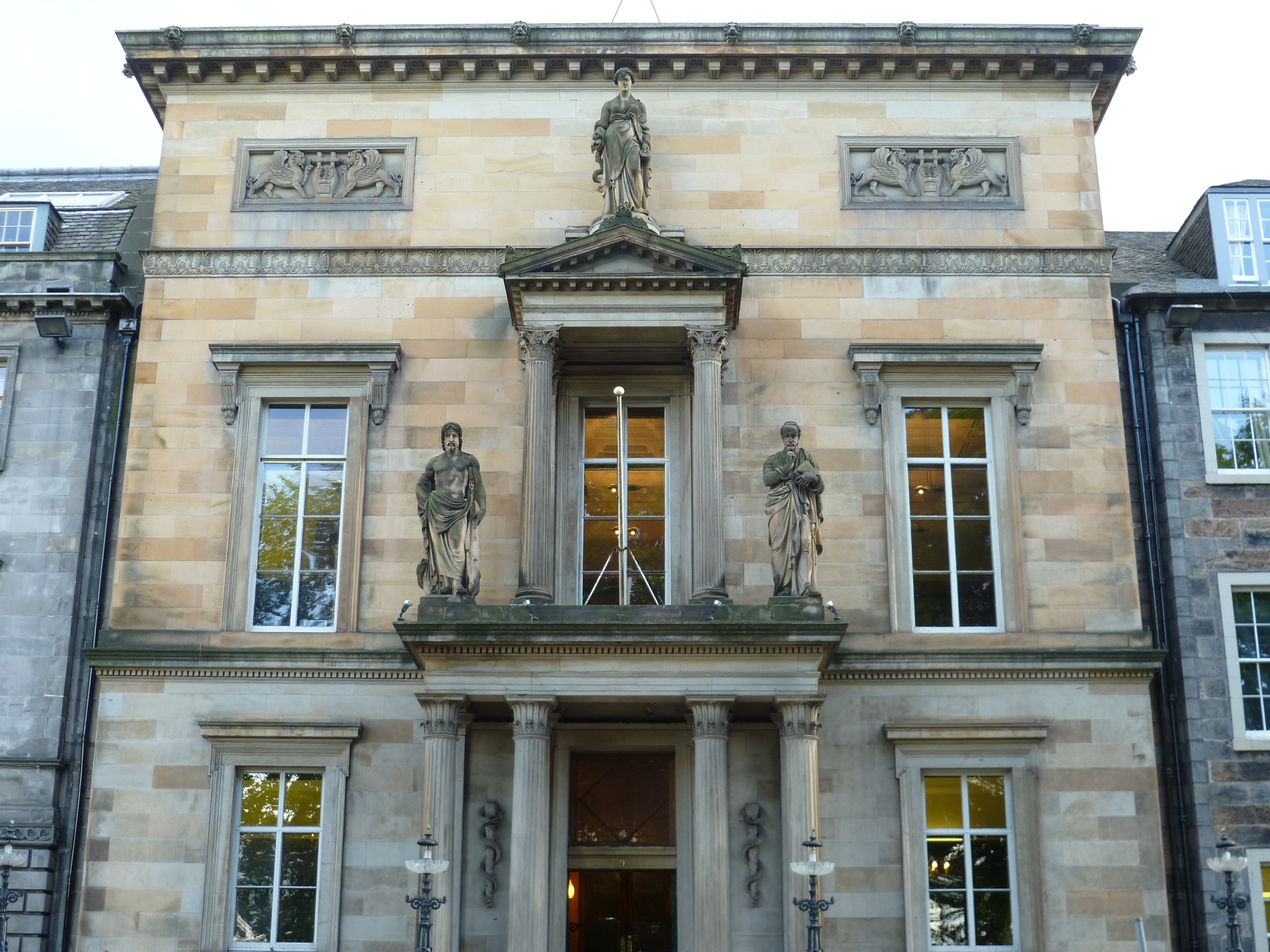
愛丁堡醫師大樓
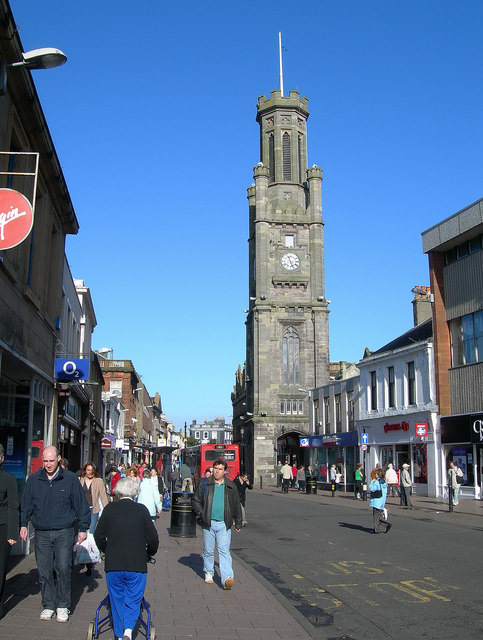
艾爾華萊士塔樓
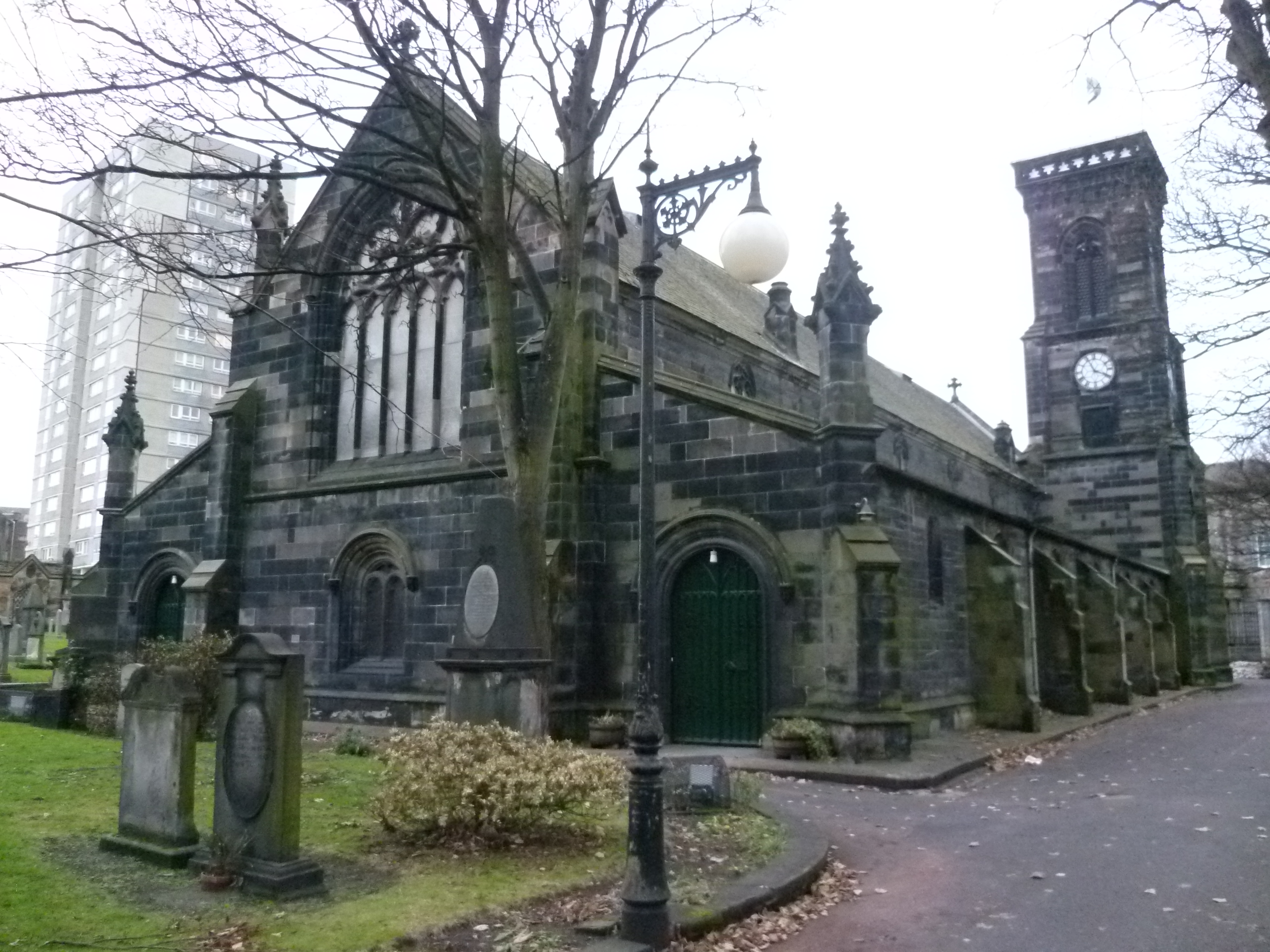
南利斯聖瑪麗教堂
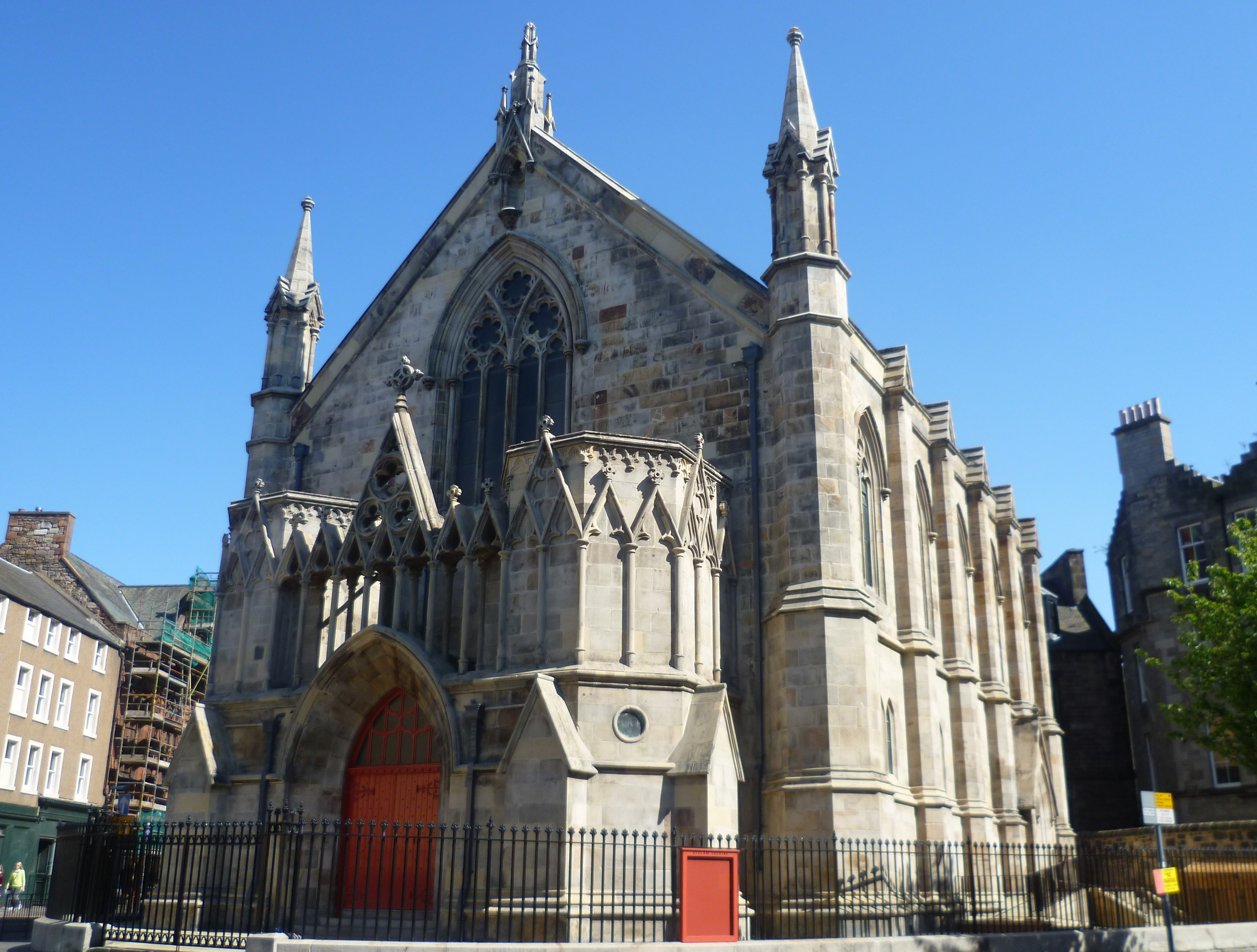
愛丁堡新北自由教會

## 伸延閱讀
- Fisher, Ian (1984): Thomas Hamilton in Scottish Pioneers of the Greek Revival, The Scottish Georgian Society, Edinburgh, pp 37–42
- Rock, Joe (1984): Thomas Hamilton Architect 1784-1858, Scottish Arts Council